# 明日もまた生きていこう
『明日もまた生きていこう』（あしたもまたいきていこう）は、バレーボール選手の横山友美佳によるノンフィクション書籍。2008年5月22日にマガジンハウスより刊行された。

## 概要
18歳でがん宣告を受け、21歳という若さでこの世を去ったバレーボール選手の横山友美佳が残した書籍をドラマ化したもの。世界バレー2010の宣伝を兼ね制作され、物語冒頭、横山の親友である木村沙織の全日本での実際のプレー映像が流されたほか、エンディングには大会テーマソングのEXILEの『I Wish For You』が使用された。（ただしノンクレジット）

## テレビドラマ
『明日もまた生きていこう』（あしたもまたいきていこう）は、TBS系列で、2010年10月25日の21:00 - 22:54（JST）に、『月曜ゴールデン』枠内にて放送された単発テレビドラマ。

### キャスト
- 木村沙織：相武紗季（幼少期：田辺桃子）
- 横山友美佳：比嘉愛未（幼少期：大門果琳）
- 吉崎祐介：山口翔悟
- 山本俊彦：飯田基祐
- 小川良樹：小林正寛
- 水野瑠璃子：落合真理 ※バレーボール指導も兼ねる
- 進藤みちる：小林星蘭
- 佐々木菜帆：斎藤ナツ子
- 戸川千春：松下萌子
- 横山和夫：筒井巧
- 横山佳那絵：秋月三佳
- 横山静香：田中美佐子（特別出演）
- 医師：横堀悦夫
- 看護師：椿真由美
- 沢渡麻子：財前直見
- 柳本晶一：中村雅俊
- ほか：山田海遊、毛塚智哉、小坂智也、高瀬俊輔

### スタッフ
- 原作：『明日もまた生きていこう　十八歳でがん宣告を受けた私』 横山友美佳著 （マガジンハウス刊）
- 脚本：大沼紀子
- 演出：渋谷未来
- 協力：下北沢成徳高等学校、国立がん研究センター中央病院、東京都立墨東特別支援学校
- 技術協力：フォーチュン
- 編集・MA：ブル
- 美術協力：フジアール
- プロデュース：矢口久雄、近見哲平
- 製作著作：テレパック、TBS

| TBS系 月曜ゴールデン                                      | TBS系 月曜ゴールデン                  | TBS系 月曜ゴールデン                         |
| 前番組                                                    | 番組名                                | 次番組                                       |
| --------------------------------------------------------- | ------------------------------------- | -------------------------------------------- |
| 赤かぶ検事奮戦記 京都転勤篇 「悪女の証言」 （2010.10.18） | 明日もまた生きて行こう （2010.10.25） | 税務調査官・窓際太郎の事件簿21 （2010.11.1） |